# Анастасій II Єрусалимський
Анастасій II Єрусалимський (VII століття — 706 рік) — патріарх Єрусалимський між 691 і 706 роками. Виконував свої обов'язки, коли Єрусалим перейшов під контроль мусульманських завойовників і розгорілася монофелітська суперечка.

## Обставини
Документи Єрусалимського патріархату після правління патріарха Софронія є рідкісними та послабленими мусульманським втручанням. Після смерті Софронія в 638 році патріаршим вікарієм був єпископ Стефано ді Дора, якому допомагали Іоанн Філадельфійський (Амман) і пресвітер Феодор. У той же період мусульмани намагалися встановити на престолі патріарха Сергія, монофелитського  єпископа Яффського, але православне духовенство, до якого входив й Стефан Дорський, не визнало його. 
Щоб зміцнити позиції православних, Стефан Дорський поїхав до папи Мартіна І у Рим, який за рекомендацією Стефана призначив Іоанна Філадельфійського новим патріаршим намісником Єрусалимської Церкви. Папа Мартін також надіслав листи з повідомленням про своє рішення та проханням визнати Іоана. З цього моменту до 705 року практично немає відомих документів про Єрусалимський патріархат.

## Патріархат
У цей період відомо лише, що Анастасій підписав рішення, імовірно як патріарх, Трулльського собору 692 року в Константинополі, під час якого було прийнято рішення про те, що Єрусалимський патріархат займає п'яте місце за чином. За словами отців бенедиктинців, підпис був фальшивим, оскільки Анастасій не був патріархом, а місце було вакантним і зайняте вікаріями.